# Embalse de Hassan I
El embalse de Hasan I se encuentra en el río Lakhdar (o Lajdar), afluente del río Oum Er-Rbia, a 19 km al norte de Demnate, en la provincia de Azilal, en Marruecos. El embalse ocupa un área de 0,67 km² y contiene un volumen máximo de 0,273 km³ de agua.
La presa, terminada en 1986, tiene 145 m de altura y 380 m de longitud, es la más alta de Marruecos y la más alta de África realizada con materiales sueltos. Provee agua de irrigación para 40.000 ha.
La central hidroeléctrica, inaugurada en 1991, genera 132 GW anuales. Más tarde se denominó Hassan I de Marruecos.
Forma parte de una cadena de embalses realizados en el río Oum Er-Rbia y sus afluentes con el fin de aportar agua para riego y agua potable a las ciudades. El de Hassan I alimenta el canal de Rocade, que lleva agua a la ciudad de Marrakech y la zona irrigada del oued N’Fis.